# NGC 5324
NGC 5324 este o galaxie spirală situată în constelația Fecioara. A fost descoperită în 5 martie 1785 de către William Herschel. Se află la o distanță de 45,32 de megaparseci de Pământ.